# Andrzej Szypowski

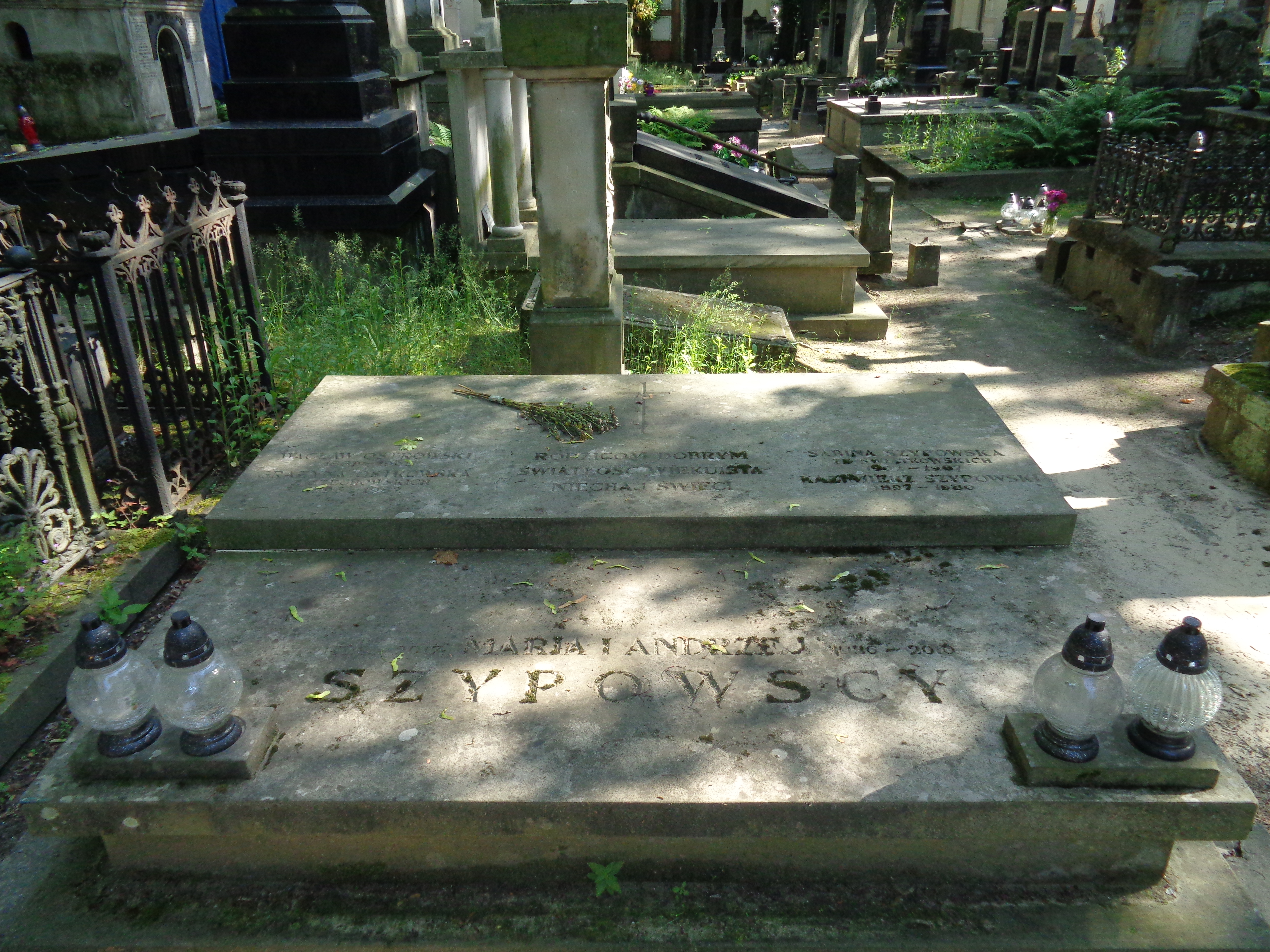
Grób Andrzeja Szypowskiego na cmentarzu Powązkowskim

Andrzej Szypowski (ur. 3 listopada 1926 w Warszawie, zm. 24 czerwca 2010 tamże) – polski fotograf, autor książek albumowych, działacz społeczny.

## Życiorys
Syn Kazimierza Szypowskiego herbu Szreniawa, urzędnika skarbowości, i Sabiny ze Świątkowskich. W czasie okupacji niemieckiej uczył się w Miejskiej Szkole Handlowej i Szkole Zgromadzenia Kupców. Po wojnie ukończył studia w Szkole Głównej Planowania i Statystyki (wcześniej Szkoła Główna Handlowa. Pracował kolejno: w Ubezpieczalni Społecznej, w Komisji Dewizowej, w Ministerstwie Handlu Zagranicznego. W 1954 ożenił się z Marią z domu Ostrowską, poetką i pisarką.
Od roku 1958 zajął się wyłącznie działalnością fotografika i fotoreportera, autora książek albumowych (opracowywanych razem z żoną). W roku 1958 zainicjował wraz z Szypowską wspólny z Marią Dąbrowską wyjazd do Kalisza i Russowa szlakiem Nocy i dni, co dało początek pracom literacko-fotoreporterskim i biograficznym Szypowskich – m.in. w pismach: Świat (1958-1959), Chłopska Droga (1959–1962), Światowid (1965). Od roku 1960 zaczął opracowywać, wraz z żoną, liczne książki albumowe ukazujące piękno Polski.
W Ministerstwie Kultury uzyskał uprawnienia do prowadzenia działalności artystycznej.

## Działalność kulturotwórcza
W 1990 r. wraz z żoną założył Fundację Artibus Warszawskie Organy Wurlitzera stawiającą sobie za cel ochronę zabytków w Polsce, głównie w Warszawie, działającą na zasadzie wolontariatu. Od 1990 roku aż do śmierci był Prezesem Zarządu nie pobierając żadnych wynagrodzeń. Fundacja zrewitalizowała zabytkowe warszawskie kinowe organy Wurlitzera z 1928 roku, zniszczone w następstwie okupacji hitlerowskiej i okresu stalinizmu. Stanowią one otrzymaną w darze od Szypowskich własność Fundacji i są nieodpłatnie wypożyczane.
W 1996 r. Andrzej Szypowski wraz z żoną-pisarką oraz z synem-muzykiem i muzykologiem Janem Szypowskim założył działającą na zasadzie wolontariatu Fundację Artibus Muzyka, Obraz, Słowo, organizującą akcje koncertowe, wystawiennicze i wydawnicze. W 2003 przy Rynku Starego Miasta ustawiono Tablicę Pamięci, przypominającą fotografiami oraz tekstami zniszczenie Starówki dokonane przez hitlerowskie Niemcy podczas II wojny światowej, przypomina też odbudowę zrealizowaną polskim wysiłkiem, uhonorowaną wpisaniem Starówki przez ONZ na Listę Światowego Dziedzictwa Kulturalnego.
Pochowany w Warszawie na cmentarzu Powązkowskim (kwatera 16-2-1).

## Nagrody i odznaczenia
Andrzej Szypowski otrzymał (wspólnie z M. Szypowską) liczne nagrody: nagrodę Prezydenta Miasta Gdyni (1971) za pierwszą po wojnie książkę albumową o Gdyni, nagrodę Trybuny Ludu  (1980), nagrodę Prezydenta Miasta Sopotu (1984), nagrodę Ministra Kultury i Sztuki I stopnia (1983; wspólnie z M. Szypowską), nagrodę Prezesa RSW „Prasa-Książka-Ruch” i nagrodę Prezydenta m. Gdańska. (1988; wspólnie z M. Szypowską). W 2000 r. otrzymał (wspólnie z M. Szypowską) nagrodę m.st. Warszawy. W 2003 r. w Międzynarodowym Dniu Ochrony Zabytków otrzymał (wspólnie z M. Szypowską) nagrodę za działalność na rzecz ochrony zabytków.
Odznaczony Srebrnym Krzyżem Zasługi (1960), Złotym Krzyżem Zasługi (1969) i Krzyżem Kawalerskim (1981) Orderu Odrodzenia Polski oraz odznakami: „Zasłużony Działacz Ziemi Nyskiej” (1966), „Zasłużony dla Dolnego Śląska” (1967), „Zasłużony Działacz Towarzystwa Rozwoju Ziem Zachodnich” (1967), „Odznaka 1000-lecia Państwa Polskiego” (1967), „Zasłużony Opolszczyźnie” (1969), „Za Zasługi dla Gdańska” (1978). Odznaczony też (wraz z M. Szypowską) Medalem Zamkowym (1973), Medalem „IV wieki stołeczności Warszawy” (1996), Medalem „Ecclesiae populoque servitium praestanti – Zasłużonemu w posłudze dla Kościoła i Narodu” (1997), Medalem „400-lecia Stołeczności Warszawy” (2000), „Medalem Pamiątkowym Roku Kardynała Stefana Wyszyńskiego” (2001), Dyplomem Honorowym Varsavianistów (2001), Odznaką Honorową „Zasłużony dla Kultury Polskiej” (2009).

## Publikacje

### Opracowania
- Encyklopedia Warszawy, Wydawnictwo Naukowe PWN, 1994.

### Wywiady, rozmowy m.in.
- W. Burtowy: Społeczna wielka synteza. Głos Wielkopol. 1969 nr 70;
- R. Konieczna: Szczęśliwy związek. Tryb. Opol. 1969 nr 24.
- (am) Mówienie o Polsce. Razem 1970 nr 5;
- M. Śledzińska: O Warszawie i nie tylko. Słowo Powsz. 1973 nr 134.
- R. Malewicz: Album Gdańsk. Skrót polskiego losu. Rozmawiał... Dzien. Bałt. 1983 nr 32.
- K. Korczak. M. Klat: Nagrody prezydenta Gdańska. Dzien. Bałt. 1988 nr 74.
- Jes: Państwa Szypowskich przedstawiać nie trzeba. Wiecz. Wybrz. 1991 nr 186;
- K. Korczak: Kultura. Wierni dziedzictwu. Warszawska Fundacja pomaga młodzieży gdańskiej. Dzien. Bałt. 1991 nr 243.
- H. Kowalska: Mimo trudności – chronić polską kulturę. Sł. Powsz. 1991 nr 214.
- A. Borsukiewicz: Ludzie z pasja. To prawdziwy unikat [o ratowaniu warszawskich organów Wurlitzera]. Zwierciadło 1994 nr 7-8;
- Z. Zdrojkowska: Polska – moja miłość. Rozmowa z Kazuko Tamura japońską tłumaczką książki Szypowskich o Zamku „Szklane tarcze”. Słowo 1995 nr 150.
- W. Obniska: Osiem wieków historii na co dzień. Rozmowa z M. i A. Szypowskimi. Głos. Wybrz. 1995 nr 219.

### Twórczość – Książki albumowe z fotografiami i układem graficznym Andrzeja Szypowskiego, z tekstem Marii Szypowskiej
- Gniezno. Wwa: SiT 1961, 16 56 s., wkładka z tłum. na jęz. ang, franc. i ros. Wyd. 2 rozszerz. tamże 1967.
- Opole. W-wa: SiT 1963, [64] s., wkładka z tłum. na jęz. ang, franc. i ros.
- Jelenia Góra. W-wa: SiT 1964, 20 [68] s., oraz wkładka w jęz pols., ang, franc. i ros. Wyd. 2 tamże 1967.
- Nysa. [W-wa] SiT 1965, 15 k [48] s., wkładka z tłum. na jęz. ang, franc. i ros.
- Paczków. W-wa: SiT 1965, 14 [62] s., wkładka z tłum. na jęz. ang, franc. i ros.
- Legnica. W-wa: SiT 1966, 23 [70] s., wkładka z tłum. na jęz. ang, franc. i ros.
- Brzeg. W-wa: SiT 1969, 31 [96] s., wkładka z tłum. na jęz. ang, franc. i ros.
- Góra św. Anny. W-wa: SiT 1969, 27 [92] s wkładka z tłum. na jęz. ang, franc. i ros.
- Słupsk. W-wa: SiT 1971, 28 k 82 s., wkładka z tłum. na jęz. ang, franc. i ros.
- Zamek Królewski w Warszawie. W-wa: SiT 1971, 94 s., wkładka z tłum. na jęz. ang, franc. i ros. Wyd. 2 rozszerz. tamże 1973, 118 s. 1971- pierwsza książka o Zamku po odwołaniu rządowego zakazu odbudowy.
- Gdynia. Słowo wstępne: W. Żukrowski. W-wa: SiT 1975, 192 s., wkładka z tłum. na jęz. ang, franc. i ros. Wyd. 2 uzup. tamże 1977. Nagroda Prezydenta m. Gdyni w 1971. Nagroda Ministra Handlu Zagranicznego i Gospodarki Morskiej w 1975.
- Gdańsk. Słowo wstępne: W. Żukrowski. W-wa: SiT 1978, 124 k., wkładka z tłum. na jęz. ang, franc. i ros. Wyd. 2 zmien. tamże 1983, 294 s. Nagroda Prezydenta m. Gdańska w 1988.
- Pieśń ziemi naszej. W-wa: SiT 1979, 167 s.
- Znak ziemi naszej. W-wa: SiT 1980, 167 s.
- Sopot. Słowo wstępne: W. Żukrowski. W-wa: SiT 1984, [184] s., wkładka z tłum. na jęz. ang, franc. i ros. Nagroda artystyczna Prezydenta m. Sopotu w 1984.
- Oliwa - muzyka wieków. W-wa: Interpress 1987, 62 s. Wyd. 2 uzup. W-wa: Fundacja Artibus-Wurlitzer [1991], 200 s., wkładka z tłum. na jęz. ang. i niem. 1.Osobiste przyjęcie w katedrze oliwskiej specjalnie opracowanego egzemplarza tej książki przez papieża Jana Pawła II w 1987. 2. Nagroda Prezesa RSW „Prasa-Książka-Ruch” w 1988.
- Warszawski Zamek Królewski. Zamek Rzeczypospolitej. W-wa: SiT 1989, 328 s. Wyd. nast.: wyd. 2 uzup. W-wa: Fundacja Artibus-Wurlitzer, Dom Słowa Pol. 1991, wyd. 3 tamże 1994, wyd. 4 uzup. i zaktualizowane tamże 1998. Wkładki z tłum. na jęz. ang., franc., hiszp., niem., ros. Tytuł Książki Roku Kulturalnego 1989/1990. Wyd. 2 wystawione w polskiej ekspozycji na Wystawie Światowej EXPO ’92 Sevilla w Hiszpanii.
- Serce Gdańska - odwiecznego portu Rzeczypospolitej Polskiej. W-wa: Fundacja Artibus-Wurlitzer, Dom Słowa Pol. 1995, 208 s. Wkładki z tłum. na jęz. ang. i niem.
- Gdańsk: Dwór Artusa.' Wwa: Fundacja Artibus-Wurlitzer, Dom Słowa Pol. [1997], [20] s. Wersja w jęz. ang. i w jęz. niem. Seria: Skarby Dziejów.
- Gdańsk: Ratusz Głównego Miasta. Wwa: Fundacja Artibus-Wurlitzer, Dom Słowa Pol. [1997], [20] s. Wersja w jęz. ang. i w jęz. niem. Seria: Skarby Dziejów.
- Oliwa - Bazylika Archikatedralna. Wwa: Fundacja Artibus-Wurlitzer, Dom Słowa Pol. [1997], 20 s. Wersja w jęz. ang. i w jęz. niem. Seria: Skarby Dziejów.
- Warszawa: Zamek Królewski. Wwa: Fundacja Artibus-Wurlitzer, Dom Słowa Pol. [1997], [20] s. Wersja w jęz. ang., w jęz. franc., w jęz. hiszp., w jęz. niem., w jęz. ros. Seria: Skarby Dziejów.
- Gdy wchodzisz w progi Katedry. Karty z dziejów Archikatedry Świętego Jana w Warszawie.' [Książka - katalog wystawy w Zamku Królewskim w Warszawie]. Wwa: Fundacja Artibus 1998, 40 s. Wkładka z informacjami uzupełniającymi oraz z tłum. na jęz. ang., franc. i niem. 1998, 20 s.
- Gdy wchodzisz w progi Katedry... As you enter the Cathedral... Wwa: Fundacja Artibus.1999/2000, 230 s. 1. Osobiste przyjęcie w katedrze warszawskiej specjalnie opracowanego egzemplarza tej książki przez Papieża Jana Pawła II w 1999. 2. Dyplom Warszawskiej Premiery Literackiej. 3. Tytuł Książki Roku 2000.
- Gdy wchodzisz na Stare Miasto... As you enter the Old Town... Wwa: Fundacja Artibus 2000, 254 s.
- Stare Miasto dobrem kultury światowej. The Warsaw Old Town a monument of world culture.' Wwa: Fundacja Artibus 2001, 96 s.
- Gdy wchodzisz na Trakt Starej Warszawy... As you enter the Old Warsaw Track... Wwa: Fundacja Artibus 2002, 96 s. Wyd. nast.: wyd. 2 uzup. tamże 2005.
- Gdy wchodzisz na Nowe Miasto... As you enter the New Town... Wwa: Fundacja Artibus 2005, 240 s.
- Tablice Pamięci Starego i Nowego Miasta w Warszawie, Stolicy Polski. The Memorial Plaques of the Old and the New Town in Warsaw, the Capital of Poland. Wwa: Fundacja Artibus 2005, 32 s.
- Trylogia Staromiejska. The Old Town Trilogy. [Współaut.: A. Szypowski] Wwa: Fundacja Artibus 2006. W nowym opracowaniu: Gdy wchodzisz w progi Katedry... As you enter the Cathedral..., 232 s.; Gdy wchodzisz na Stare Miasto... As you enter the Old Town..., 254 s.; Gdy wchodzisz na Nowe Miasto... As you enter the New Town..., 240 s.
- Gdy wchodzisz w progi Katedry... As you enter the Cathedral... Wwa: Fundacja Artibus. 2008, 248 s. Wyd. 3 uzup. Dołączona płyta CD Jana Szypowskiego „Polska muzyka organowa w Archikatedrze Warszawskiej”.

## Fotograficzne wystawy artystyczno-dokumentalne
- Gdy wchodzisz w progi Katedry... – wystawa 1998 r. w Zamku Królewskim w Warszawie.
- Gdy wchodzisz w progi Katedry... – wystawa 1998 r. w siedzibie Władz Warszawy i Mazowsza na pl. Bankowym.
- Gdy wchodzisz w progi Katedry... – wystawa 1999 r. w archikatedrze Św. Jana.
- Gdy wchodzisz na Stare Miasto – wystawa 2001 r. w Wyższym Metropolitalnym Seminarium Duchownym.
- Gdy wchodzisz na Stare Miasto – wystawa 2001 r. w Zamku Ostrogskich.
- Czy znasz Trakt Starej Warszawy – wystawa 2002 r. w Zamku Królewskim w Warszawie.
- Gdy wchodzisz na Trakt Starej Warszawy – wystawa 2002 r. w siedzibie Władz Warszawy i Mazowsza na pl. Bankowym.
- Trakt Starej Warszawy – wystawa 2003 r. w Bibliotece Publicznej m.st. Warszawy i Bibliotece Głównej Województwa Mazowieckiego.
- Niezwykłe dzieje warszawskich organów Wurlitzera – wystawa 2003 r. w Zamku Królewskim w Warszawie.
- Niezwykłe dzieje warszawskich organów Wurlitzera – wystawa 2004 r. w Muzeum Techniki w PKiNie.
- Gdy wchodzisz na Nowe Miasto ... – wystawa 2005 r. w kościele w Parafii św. Barbary.
- Gdy wchodzisz na Nowe Miasto ... – wystawa 2006 r. w Zamku Królewskim w Warszawie.
- Głos dawnej Warszawy zawsze młody – wystawa 2007 w kościele w Parafii św. Barbary.
- Pozostańcie wierni temu dziedzictwu – wystawa 2008 w kościele w Parafii św. Barbary.